# チャールズ・ボークラーク (第11代セント・オールバンズ公)
第11代セント・オールバンズ公爵チャールズ・ヴィクター・アルバート・オウブリー・ド・ヴィアー・ボークラーク（英語: Charles Victor Albert Aubrey de Vere Beauclerk, 11th Duke of St Albans、1870年3月26日 - 1934年9月19日）は、イギリスの貴族、イギリス陸軍軍人。1898年までバーフォード伯爵を儀礼称号として用いた。

## 生涯
第10代セント・オールバンズ公爵ウィリアム・ボークラークと前妻シビル・メアリー・グレイ（Sybil Mary Grey、陸軍軍人サー・チャールズ・グレイの娘、グレイ伯爵家のヤンガーソン）との長男として誕生した。イートン校に学んだのち、1893年に第一ライフガーズ連隊付陸軍中尉となる。1898年には南ノッティンガムシャー・ヨーマン騎兵連隊付大尉へと昇進している。1898年に父からセント・オールバンズ公爵を継承した。
異母弟にあたる第12代セント・オールバンズ公爵によれば、チャールズは終生うつ病に悩まされ、とくに30代からは治療に専念することを余儀なくされたという。
1934年にサセックス州タイスハーストで亡くなった。生涯未婚であったことから、爵位は異母弟のオズボーンが継承した。

### 註釈
1. ↑  公爵は35歳からその死去に至るまでサセックス州タイスハースト村からの移動を制限されており、事実上の幽閉状態にあった[3]。